# Stylidium guttatum
Stylidium guttatum är en tvåhjärtbladig växtart som beskrevs av Robert Brown. Stylidium guttatum ingår i släktet Stylidium och familjen Stylidiaceae. Inga underarter finns listade i Catalogue of Life.